# Stefan Marković (košarkaš)
Stefan Marković (Beograd, 25. travnja 1988.), srbijanski košarkaš koji igra na poziciji beka ili razigravača, trenutno član beogradske Crvene zvezde i srbijanske reprezentacije s kojom je osvojio srebro na EP 2009. Osvojio je i zlato na SP za igrače do 19 godina 2007. Za seniorsku reprezentaciju Srbije počeo je igrati na EP 2007.
Od 8. studenoga 2021. je igrač beogradske Crvene zvezde.